# 有葉
有葉（あるふぁ、6月4日 - ）は、日本の女性イラストレーターであり、アダルトゲームの原画家である。かつては株式会社AKABEiSOFT2の副社長を務めていた。大分県出身である。

## 主な作品
彼女の代表作としては、以下の作品が挙げられる。
- 『車輪の国、向日葵の少女』
- 『G線上の魔王』

## 作品リスト

### アダルトゲーム
- 魂響〜たまゆら〜 （あかべぇそふとつぅ 2005年5月27日）
- 魂響〜陵辱side〜 （あかべぇそふとつぅ 2005年7月8日）
- 車輪の国、向日葵の少女 （あかべぇそふとつぅ 2005年11月25日）
- その横顔を見つめてしまう〜A Profile 完全版〜 （あかべぇそふとつぅ 2006年3月24日）
- こんな娘がいたら僕はもう…!! （あかべぇそふとつぅ 2006年9月29日）
- 車輪の国、悠久の少年少女 （あかべぇそふとつぅ 2007年1月26日）
- 魂響〜円環の絆〜 （あかべぇそふとつぅ 2007年7月26日）
- 赤箱 （あかべぇそふとつぅ 2008年1月31日）
- G線上の魔王 （あかべぇそふとつぅ 2008年5月29日）
- こんぼく麻雀 〜こんな麻雀があったら僕はロン!〜 （あかべぇそふとつぅ 2008年6月26日）
- W.L.O. 世界恋愛機構 （あかべぇそふとつぅ 2009年3月26日発売）
- 置き場がない! （あかべぇそふとつぅ　2010年5月27日発売）
- 光輪の町、ラベンダーの少女 （あかべぇそふとつぅ）
- 赤箱2 （あかべぇそふとつぅ）
- やや置き場がない! （あかべぇそふとつぅ　2011年11月25日発売）
- ぼくの一人戦争 （あかべぇそふとつぅ　2015年2月27日発売）
- ああっママになるっ! ～アナタを想って溢れるおっぱい～（あかべぇそふとつぅ　2019年3月19日発売）
- 創作彼女の恋愛公式（Aino+Links　2021年11月26日発売）[2]
- アンラベル・トリガー（Archive）[3]
- 太陽の子（CollaborationS 発売日未定）

### 家庭用ゲーム
- かまいたちの夜 輪廻彩声（キャラクターデザイン）

### イラスト
- パパのいうことを聞きなさい!（第8話エンドカードイラスト）
- GWAVE2005 1st Impactジャケットイラスト
- 暗黒騎士を脱がさないで（木村心一・著、富士見ファンタジア文庫）

### その他
- 湯平温泉 旅館つるや隠宅 電脳女将・千鶴（キャラクターデザイン）

## 画集
- 『alpha rhythm-有葉画集』（2012年、アスキー・メディアワークス、ISBN 978-4048869478）